# 福田道生
福田 道生（ふくだ みちお、1964年2月19日 - ）は、日本の男性アニメーター、アニメ演出家、アニメ監督、イラストレーター。静岡県出身。

## 来歴
岩手大学教育学部卒。大学時代に『少年ケニア』のアニメーター公募に合格。その後、東映アニメーションに所属、同僚には山下高明らがいた。
一般的に「演出」の役職を兼ねる絵コンテ職のみについて、多くの作品に参加している。脚本家の富沢義彦と、アニメ監督の細田守とは親交がある。
2008年、テレビアニメ『ヒャッコ』で初監督を務める。

## 参加作品

### テレビアニメ
1994年
- 真拳伝説タイトロード（オリジナルキャラクターデザイン）

1996年
- 地獄先生ぬ〜べ〜（1996年 - 1997年、原画）

1999年
- 魔術士オーフェン Revenge（1999年 - 2000年、絵コンテ／オープニング絵コンテ・演出・作画／エンディングアニメーション）

2000年
- 闇の末裔（絵コンテ・原画／オープニングアニメーション原画）

2001年
- パラッパラッパー（絵コンテ・原画）

2002年
- 藍より青し（絵コンテ・原画）
- あずまんが大王（エンディングアニメーション原画）

2004年
- 陰陽大戦記（2004年 - 2005年、オリジナルキャラクター&式神デザイン・エンディング）
- 巌窟王（2004年 - 2005年、絵コンテ・原画）

2005年
- バジリスク 〜甲賀忍法帖〜（絵コンテ・原画）
- ぱにぽにだっしゅ!（絵コンテ・原画）
- 甲虫王者ムシキング 森の民の伝説（2005年 - 2006年、絵コンテ・原画）

2006年
- 桜蘭高校ホスト部（絵コンテ・原画）
- ハチミツとクローバーII（絵コンテ・演出・作画監督）

2007年
- BLUE DROP 〜天使達の戯曲〜（絵コンテ／ED絵コンテ・演出・原画）

2008年
- ヒャッコ（監督・絵コンテ・演出・作画監督・原画）

2010年
- 迷い猫オーバーラン! 第5話（監督・絵コンテ・演出・原画）

2011年
- ぬらりひょんの孫 〜千年魔京〜（監督・絵コンテ・演出・原画）

2013年
- 宇宙戦艦ヤマト2199（原画）

2016年
- テラフォーマーズ リベンジ（監督・絵コンテ）

2021年
- テスラノート（監督・絵コンテ・演出）

2024年
- ハズレ枠の【状態異常スキル】で最強になった俺がすべてを蹂躙するまで（監督）

2025年
- サラリーマンが異世界に行ったら四天王になった話（監督・絵コンテ）

2026年
- 貴族転生 〜恵まれた生まれから最強の力を得る〜（監督）

#### 絵コンテのみの参加
1998年
- 魔術士オーフェン（1998年 - 1999年）

1999年
- それゆけ!宇宙戦艦ヤマモト・ヨーコ

2001年
- 魔法戦士リウイ

2002年
- スパイラル －推理の絆－（2002年 - 2003年）

2003年
- R.O.D -THE TV-（2003年 - 2004年）

2004年
- 月詠 -MOON PHASE-
- 光と水のダフネ
- 忘却の旋律
- マリア様がみてる～春～

2005年
- ファンタジックチルドレン
- SPEED GRAPHER
- かみちゅ!
- これが私の御主人様
- ハチミツとクローバー
- 地獄少女（2005年 - 2006年）
- 灼眼のシャナ（2005年 - 2006年）
- SoltyRei（2005年 - 2006年）
- BLACK CAT（2005年 - 2006年）

2006年
- 西の善き魔女 Astraea Testament
- N・H・Kにようこそ!
- 格闘美神 武龍 REBIRTH
- ゼロの使い魔
- プリンセス・プリンセス
- よみがえる空 -RESCUE WINGS-
- 牙 -KIBA-（2006年 - 2007年）
- シュヴァリエ 〜Le Chevalier D'Eon〜（2006年 - 2007年）
- DEATH NOTE（2006年 - 2007年）
- 天保異聞 妖奇士（2006年 - 2007年）
- ネギま!?（2006年 - 2007年）

2007年
- 瀬戸の花嫁
- のだめカンタービレ
- ロミオ×ジュリエット
- 史上最強の弟子ケンイチ
- レ・ミゼラブル 少女コゼット
- 魔法少女リリカルなのはStrikerS
- さよなら絶望先生
- ひぐらしのなく頃に解
- シグルイ
- ゼロの使い魔 〜双月の騎士〜
- 電脳コイル
- スケッチブック 〜full color's〜
- 魔人探偵脳噛ネウロ（2007年 - 2008年）
- 灼眼のシャナII -Second-（2007年 - 2008年）

2008年
- ロザリオとバンパイア
- キミキス pure rouge
- ドルアーガの塔 〜the Aegis of URUK〜
- S・A〜スペシャル・エー〜
- ソウルイーター
- モノクローム・ファクター
- 今日からマ王! 第3シリーズ
- ひだまりスケッチ×365
- セキレイ

2009年
- ドルアーガの塔 〜the Sword of URUK〜
- クロスゲーム
- アスラクライン
- クッキンアイドル アイ!マイ!まいん!
- 鋼の錬金術師 FULLMETAL ALCHEMIST
- シャングリ・ラ
- 化物語
- イナズマイレブン
- アスラクライン2
- 生徒会の一存
- とある科学の超電磁砲

2010年
- のだめカンタービレ フィナーレ
- WORKING!!
- 会長はメイド様!
- B型H系
- RAINBOW-二舎六房の七人-
- ぬらりひょんの孫
- セキレイ〜Pure Engagement〜
- おとめ妖怪 ざくろ
- STAR DRIVER 輝きのタクト
- とある魔術の禁書目録II
- 探偵オペラ ミルキィホームズ
- 神のみぞ知るセカイ

2011年
- GOSICK -ゴシック-
- IS 〈インフィニット・ストラトス〉
- 緋弾のアリア
- 神のみぞ知るセカイII

2012年
- 灼眼のシャナIII-FINAL-
- イナズマイレブンGO クロノ・ストーン
- エウレカセブンAO
- 緋色の欠片
- トータル・イクリプス
- アルカナ・ファミリア -La storia della Arcana Famiglia-
- カンピオーネ! 〜まつろわぬ神々と神殺しの魔王〜
- アクセル・ワールド
- 武装神姫
- 緋色の欠片 第二章
- 好きっていいなよ。
- お兄ちゃんだけど愛さえあれば関係ないよねっ

2013年
- AKB0048 next stage
- マギ
- 俺の彼女と幼なじみが修羅場すぎる
- ジュエルペット ハッピネス
- カーニヴァル
- とある科学の超電磁砲S
- 絶対防衛レヴィアタン
- うたの☆プリンスさまっ♪ マジLOVE2000%
- ムシブギョー
- ふたりはミルキィホームズ
- IS 〈インフィニット・ストラトス〉2
- ゴールデンタイム
- 俺の脳内選択肢が、学園ラブコメを全力で邪魔している
- ガリレイドンナ
- ストライク・ザ・ブラッド

2014年
- 未確認で進行形
- キャプテン・アース
- 龍ヶ嬢七々々の埋蔵金
- selector infected WIXOSS
- まじもじるるも
- デンキ街の本屋さん
- レディ ジュエルペット
- テラフォーマーズ
- トリニティセブン

2015年
- 七つの大罪
- 冴えない彼女の育てかた
- ログ・ホライズン 第2シリーズ
- 聖剣使いの禁呪詠唱
- プラスティック・メモリーズ
- アルスラーン戦記
- うたの☆プリンスさまっ♪ マジLOVEレボリューションズ
- 血界戦線
- Charlotte
- ケイオスドラゴン 赤竜戦役
- 純情ロマンチカ3
- コメット・ルシファー

2016年
- Dimension W
- 文豪ストレイドッグス
- B-PROJECT〜鼓動*アンビシャス〜
- ステラのまほう

2017年
- リトルウィッチアカデミア
- 青の祓魔師 京都不浄王篇
- カブキブ!
- アリスと蔵六
- 僕のヒーローアカデミア
- ひとりじめマイヒーロー

2018年
- 刀使ノ巫女
- キリングバイツ
- フルメタル・パニック! Invisible Victory
- 多田くんは恋をしない
- ロード オブ ヴァーミリオン 紅蓮の王
- Phantom in the Twilight
- 抱かれたい男1位に脅されています。
- あかねさす少女
- 宇宙戦艦ティラミスII
- 軒轅剣 蒼き曜

2019年
- 私に天使が舞い降りた!
- Fairy gone フェアリーゴーン
- 真夜中のオカルト公務員
- ダンベル何キロ持てる?
- ロード・エルメロイII世の事件簿 -魔眼蒐集列車 Grace note-
- ヴィンランド・サガ
- 放課後さいころ倶楽部
- 恋する小惑星

2020年
- アズールレーン
- アラド:逆転の輪
- 神様になった日
- くノ一ツバキの胸の内

2023年
- TRIGUN STAMPEDE
- 君は放課後インソムニア
- デッドマウント・デスプレイ
- シャングリラ・フロンティア

2025年
- ヴィジランテ-僕のヒーローアカデミア ILLEGALS-

### 劇場アニメ
1988年
- 魁!!男塾（原画）

1992年
- ドラゴンボールZ 激突!!100億パワーの戦士たち（原画）

1994年
- 劇場版 美少女戦士セーラームーンS（原画）

1995年
- スレイヤーズ（原画）
- スラムダンク 吠えろバスケットマン魂!! 花道と流川の熱き夏（原画）

1996年
- スレイヤーズRETURN（原画）

1997年
- スレイヤーズぐれえと（原画）

1999年
- デジモンアドベンチャー（原画）

2000年
- デジモンアドベンチャー ぼくらのウォーゲーム!（原画）

2005年
- ONE PIECE THE MOVIE オマツリ男爵と秘密の島（原画）

2006年
- 時をかける少女（原画）

2009年
- サマーウォーズ（原画）

2010年
- REDLINE（原画）

2012年
- 魔法少女リリカルなのは The MOVIE 2nd A's（絵コンテ）
- 映画ジュエルペット スウィーツダンスプリンセス（絵コンテ）

2021年
- 劇場版 美少女戦士セーラームーンEternal（絵コンテ）

### OVA
1988年
- 遠山桜宇宙帖 奴の名はゴールド（原画）
- Crying フリーマン（ - 1994年、作画監督補佐・原画）

1991年
- 3×3 EYES（原画）

1994年
- GATCHAMAN（原画）
- 天地無用! 魎皇鬼（第二期）（原画）

1996年
- 3×3 EYES 〜聖魔伝説〜（原画）
- 闘神伝（絵コンテ）
- 新破裏拳ポリマー（ - 1997年、原画）
- それゆけ!宇宙戦艦ヤマモト・ヨーコ（原画）
- シャーマニックプリンセス（ - 1998年、原画）
- スレイヤーズすぺしゃる（レイアウト）

1998年
- 青の6号（ - 2000年、原画）

2002年
- 戦闘妖精雪風（ - 2005年、絵コンテ・原画）

2003年
- HUNTER×HUNTER GREED ISLAND（オープニング・エンディングアニメーション）

2004年
- HUNTER×HUNTER G・I Final（後期オープニング・エンディングアニメーションコンテ・演出・作画）

2007年
- マリア様がみてる 3rdシーズン（原画）

2009年
- ヒャッコエクストラ（監督・キャラクターデザイン・絵コンテ・演出・原画）

2014年
- Hybrid Child（監督・絵コンテ・演出・原画）

### WEBアニメ
2017年
- 青のストラーダ（絵コンテ）

2019年
- 無限の住人-IMMORTAL-（絵コンテ）

### ゲーム
1994年
- ツインゴッデス（エネミーデザイン・キャラクターアニメーション）

1995年
- ヴェルヌワールド（キャラクターデザイン）

1999年
- ミスティックドラグーン（ワールドコーディネイト・サブキャラクターデザイン）

### その他
1991年
- ルパン三世 戒厳令のトルネイド（ゲームブック）挿絵

1996年
- モンスターポリス（小説）挿絵

1997年
- フォーチュン・クエストバイト編 夕日が二つに見えた夜（ドラマCD・小説）ジャケット・ブックレット原画・イラスト
- 英ファイル（ - 1998年 / 小説）挿絵

1998年
- 央華封神TCG（TCG）イラスト
- 悠久幻想曲2nd Album（4月 / 小説）挿絵

2000年
- 悠久組曲（9月 / 小説）挿絵

2001年
- エバーグリーン・アベニュー（小説）イラスト

2004年
- ベンケイ☆パンチ（舞台）宣伝イラスト

2006年
- キラーinキラーズ（舞台）宣伝イラスト

2007年
- 蜘蛛之巣医院（舞台）イラスト

### 曲映像
みんなのうた
- ジャガイモジャガー（田中星児、東京放送児童合唱団）1991年12月・1992年1月放送